# LFF Supertaurė 2022
La LFF Supertaurė 2022, Optibet LFF Super Cup 2022 per ragioni di sponsorizzazione, è stata la 22ª edizione della competizione che si è svolta il 26 febbraio 2022 alla Sportima Arena di Vilnius tra lo Žalgiris, vincitore della A lyga 2021 e della Coppa di Lituania 2021, e il Sūduva, secondo classificato nella A lyga 2021. Il Panevėžys era la squadra campione in carica. Il Sūduva ha conquistato il trofeo per la quarta volta nella sua storia.

## Tabellino
| Arbitro: | Donatas Šimėnas |

|                                               |                      |                                              |
| Mikoliūnas Gorobsov Sylvestr Mamić Milićković | Tiri di rigore 2 – 3 | Gomelt Pavlovski Urbys Rommens Macharashvili |